# Dalasseni
I Dalasseni (in greco Δαλασσηνός?, Dalassenos, nella forma femminile Dalassene o Dalassena, Δαλασσηνή), era una nobile famiglia bizantina di spicco nell'XI secolo.

## Origine e ascesa alla ribalta
Il nome della famiglia deriva dalla loro casa di origine, la città di Dalassa, l'odierna Talas, nella Turchia orientale, nel thema Armeniakon. L'origine etnica della famiglia è sconosciuta; lo storico armeno Nicholas Adontz li ha identificati come armeni, ma i loro nomi non sono armeni e la maggior parte degli studiosi dubita della teoria di Adontz.
Il primo membro di spicco della famiglia fu il magistros Damiano Dalasseno, che ricoprì l'importante carica di doux di Antiochia nel 995/996-998. Anche i suoi figli raggiunsero alte cariche: due di loro, Costantino e Teofilatto, occuparono anch'essi la carica di doux di Antiochia, mentre Romano Dalasseno fu catapano d'Iberia. L'Oriente, e Antiochia in particolare, sembrano essere stati la residenza e la principale base di potere della famiglia durante i primi decenni dell'XI secolo.
Costantino, in particolare, era uno dei favoriti dell'imperatore Costantino VIII (r. 1025-1028), che, secondo quanto riportato, considerò di nominarlo suo erede poco prima della sua morte. Sotto Romano III Argiro (r. 1028-1034) la famiglia rimase fedele all'imperatore, almeno in apparenza. Costantino, tuttavia, è accusato da alcune fonti di aver avuto un ruolo nel fallimento della campagna di Romano contro l'Emirato di Aleppo nel 1030. Costantino emerse poi come leader dell'opposizione aristocratica durante i regni di Michele IV il Paflagone (r. 1034-1041) e Michele V (r. 1041-1042). Ciò portò a misure repressive e all'imprigionamento ed esilio della maggior parte della famiglia da parte del ministro di Michele IV, Giovanni l'Orfanotrofo. Dopo il rovesciamento di Michele V nel 1042, Costantino fu nuovamente considerato come potenziale imperatore dall'imperatrice Zoe (r. 1028-1050); l'imperatrice, tuttavia, vide in Costantino un uomo dai principi troppo rigidi e alla fine scelse Costantino IX Monomaco (r. 1042-1055).
Negli anni Sessanta e Settanta del XI secolo, alcuni membri della famiglia, la cui parentela con il magistros Damiano e i suoi figli non è chiara, servirono soprattutto come generali superiori nei Balcani, come il doux di Skopje Damiano nel 1073 o il doux di Thessalonike Teodoro nel 1062 circa. La famiglia si fece notare soprattutto grazie al matrimonio dell'ambiziosa e capace Anna Dalassena (pronipote, da parte di madre, del magistros Damiano) con Giovanni Comneno, fratello minore del generale e imperatore Isacco I Comneno (r. 1057-1059). Anna promosse con determinazione la carriera dei suoi figli, fino a quando il figlio Alessio I Comneno salì al trono nel 1081. Durante le frequenti assenze di Alessio da Costantinopoli per le campagne, ella fungeva da reggente de facto dell'Impero bizantino.

## Membri successivi
L'ammiraglio Costantino Dalasseno ebbe un ruolo significativo all'inizio del regno di Alessio I Comneno, ma la maggior parte dei membri della famiglia conosciuti in seguito sono funzionari civili. Il più importante dei Dalasseni del XII secolo fu Giovanni Ruggero Dalasseno, che fu nominato Cesare intorno al 1138 e guidò una congiura senza successo contro Manuele I Comneno (r. 1143-1180).
Il nome Dalasseno rimase in auge fino alla fine del XII secolo, ma in seguito declinò e nell'Impero successivo il nome compare solo raramente, e tra i livelli più bassi della società.